# 任球
任球（1918年—2019年5月9日），安徽无为人，中国人民解放军将领。
1979年，接替朱云谦，担任广州军区空军政治委员。1983年，由刘锋接任。